# 花顶蜂鸟属
花顶蜂鸟属（学名：Anthocephala），是雨燕目蜂鸟科的一个属，包含花顶蜂鸟和托利马花顶蜂鸟两个物种，二者曾被视为同种。